# Charlène Villecourt
Charlène Villecourt est une gardienne internationale de rink hockey née le 7 août 1991. Formée à Gleizé, elle participe en 2011 au championnat d'Europe sénior.

## Parcours sportif
Elle participe en 2011 au championnat d'Europe sénior. Par la suite, elle est la doublure de Flora Michoud-Godard.